# Couic !
Pour les articles homonymes, voir Fixed.
Pour plus de détails, voir Fiche technique et Distribution.
Couic ! (Fixed) est un film d'animation américain réalisé par Genndy Tartakovsky et sorti en 2025. 
Produit par Sony Pictures Animation, il est diffusé sur Netflix en août 2025 après une projection mondiale au Festival international du film d'animation d'Annecy le 11 juin.

## Synopsis
Bull est un bloodhound tout à fait normal. Un jour, ce gentil chien découvre qu'il va être castré le lendemain matin. Au-delà de la gravité de cet événement bouleversant, Bull réalise qu'il a besoin d'une toute dernière virée avec sa meute de meilleurs amis.

## Fiche technique
Sauf indication contraire, les informations mentionnées dans cette section peuvent être confirmées par les bases de données cinématographiques IMDb et Allociné,  présentes dans la section « Liens externes ».
- Titre français : Couic !
- Titre original : Fixed
- Réalisation : Genndy Tartakovsky
- Scénario : Genndy Tartakovsky et Jon Vitti, d'après une histoire de Genndy Tartakovsky, Jon Vitti, Steve Greenberg et Rich Lufrano
- Musique : Tyler Bates et Joanne Higginbottom
- Direction artistique : Genndy Tartakovsky et Scott Wills
- Décors : Richard Daskas
- Montage : Mark Yeager
- Production : Michelle Murdocca et Genndy Tartakovsky
- Sociétés d'animation : Renegade Animation et Lightstar Studios
- Société de production : Sony Pictures Animation
- Société de distribution : Netflix
- Budget : environ 30 millions de dollars[1]
- Pays de production :  États-Unis
- Langue originale : anglais
- Format : couleur - 2.39:1 - son : Dolby Digital / Dolby Surround 7.1
- Genre : animation pour adulte, comédie romantique, aventures
- Durée : 86 minutes
- Dates de sortie[2] : 11 juin 2025 (Annecy)
13 août 2025 (sur Netflix)
- Classification[3] :
  - États-Unis : R

## Distribution

### Voix originales
- Adam DeVine : Bull, un bloodhound qui apprend qu'il va être castré[4],[5]
- Idris Elba : Rocco, un boxer sûr de lui[4],[5]
- Kathryn Hahn : Honey, un barzoï[4]
- Fred Armisen : Fetch, un aspirant influenceur teckel[4],[5]
- Bobby Moynihan : Lucky, un jack russel terrier nerveux[4]
- Beck Bennett : Sterling, un barzoï[4]
- River Gallo (en) : Frankie, un dobermann[4]
- Michelle Buteau (en) : Molasses[4]
- Aaron LaPlante : Luther
- Grey DeLisle : Nana

### Voix françaises
- Christophe Lemoine : Bull
- Xavier Fagnon : Rocco
- Laura Blanc : Chérie
- Franck Sportis : Fetch
- Vincent Ropion : Lucky
- Emmanuel Curtil : Sterling
- Gilduin Tissier : Frankie
- Vanessa Van-Geneugden : Molasses
- Philippe Peythieu : Luther
- Marc Arnaud : Alex

## Production

### Genèse et développement
En juillet 2018, Deadline Hollywood révèle que Genndy Tartakovsky va écrire et réaliser et un film d'animation pour adulte classé R, pour Sony Pictures Animation. Genndy Tartakovsky avait déjà collaboré avec le studio pour Hôtel Transylvanie (2012) et ses dérivés. Davantage de détails sont donnés sur le projet lors du festival international du film d'animation d'Annecy en juin 2019,. En juillet 2022, Genndy Tartakovsky annonce que, bien qu'il s'agisse d'une production de Sony Pictures Animation, le film sortira via New Line Cinema,.
Genndy Tartakovsky révèlera ensuite que le film a imaginé dès 2009, comme un road trip animalier sous le titre Buds, avant d'être rebaptisé Fixed.
En juin 2019, lors du festival international du film d'animation d'Annecy, Genndy Tartakovsky déclare : « c'est vraiment drôle et réconfortant, ce n'est pas qu'une question de couilles, nous essayons d'en faire une comédie de personnages. » En décembre 2022, il précise avoir voulu faire avant tout une comédie basée sur les personnages et non sur des blagues de la culture populaire, pour se démarquer des autres films d'animation classés R. En juin 2023, le réalisateur-scénariste évoque une camaraderie inspirée de films de Judd Apatow comme 40 ans, toujours puceau (2005) et En cloque, mode d'emploi (2007).

### Attribution des rôles
En juin 2023, Adam DeVine, Idris Elba, Kathryn Hahn, Fred Armisen, Bobby Moynihan, Beck Bennett, River Gallo ou encore Michelle Buteau sont annoncés pour le doublage.

### Animation et design
L'animation est réalisée par Renegade Animation et Lightstar Studios. Scott Wills officie comme réalisateur artistique, après avoir collaborer avec Genndy Tartakovsky sur les séries télévisées Samouraï Jack et Primal,. La production débute en juillet 2022 et doit s'achever en septembre 2023 lorsque les noms des acteurs sont annoncés. Bien que Genndy Tartakovsky voulait initialement réaliser le film en animation traditionnelle, il a ensuite envisagé d'utiliser l'Animation par ordinateur pour « mieux vendre le film ». Il a finalement décidé de conserver l'animation dessinée à la main, ce qui en fait le premier film dessiné à la main produit par Sony Pictures Animation.
Genndy Tartakovsky a voulu un style visuel dans la lignée de La Belle et le Clochard (1955) de Walt Disney Pictures, ou encire des courts métrages Looney Tunes de Tex Avery et Chuck Jones. Le film est achevé en octobre 2023.

### Musique
La musique est composée par deux fréquents collaborateurs de Genndy Tartakovsky, Tyler Bates et Joanne Higginbottom.

## Sortie et accueil
Fixed devait un temps être distribué par Warner Bros. Pictures and New Line Cinema. Dans le podcast This Is Important en mai 2024, l'acteur Adam DeVine déclare que le film sortira en 2025. En juin 2024, dans une interview pour Animation Magazine, Genndy Tartakovsky a déclaré que la sortie du film est en cours d'élaboration.
En août 2024, il est révélé que Warner Bros. et New Line ont finalement abandonné les droits de distribution pour économiser des coûts. Ainsi, Sony Pictures Animation propose le film à d'autres studios et plateformes, malgré le partenariat habituel entre Genndy Tartakovsky et les entités de Warner Bros. (Cartoon Network et Adult Swim). Alors que Netflix est envisagé comme l'une des options potentielles, Puck News suggère que si les négociations échouent, le film pourrait être annulé, comme d'autres films récents de Warner Bros. (Batgirl, Scoob! Holiday Haunt (en) et Coyote vs. Acme),,.
En octobre 2024, lors de l'AnimationFest du Savannah College of Art and Design, Genndy Tartakovsky confirme que le film est terminé et qu'il « n'est en aucun cas mort ni mis de côté » et qu'il attend « juste de trouver un distributeur ».
En avril 2025, Netflix acquiert officiellement les droits de distribution du film, pour une diffusion prévue le 13 août 2025.